# Жоземар дос Сантос Сілва
Жоземар дос Сантос Сілва, відоміший як Жоземар (порт. Josemar dos Santos Silva; 18 жовтня 1980, Ресіфі) — бразильський футболіст, нападник «Можи-Мірінаа».

## Біографія
Протягом 2007—2010 років захищав кольори київського «Арсенала». По завершенні сезону 2009—10 отримав статус вільного агента і у серпні перейшов назад до «Івердон-Спорта», кольорои якого вже захищав раніше.

## Особисте життя
Одружений, має сина.